# Trichomachimus pubescens
Trichomachimus pubescens là một loài ruồi trong họ Asilidae. Trichomachimus pubescens được Ricardo miêu tả năm 1922. Loài này phân bố ở vùng Cổ Bắc giới và châu Á.